# U Can't Touch This
U Can't Touch This is de bekendste single van rapper MC Hammer, afkomstig van zijn derde album Please Hammer, Don't Hurt 'Em. Dit album werd het best verkopende rapalbum aller tijden, er werden zo'n tien miljoen exemplaren verkocht.
Het nummer is gebouwd op een sample van het nummer Super Freak van Rick James. De teksten zijn geschreven door Hammer zelf. Ze promoten vooral de rapper zelf, hij noemt zichzelf onder andere magisch, wat volgens Hammer zelf "overeenkomt met de beat van Rick James, die je niet kunt bereiken" (can't touch). Het nummer won een Grammy voor beste r&b-nummer en beste rapsolo, wat op dat moment een nieuwe categorie was, speciaal geïntroduceerd voor MC Hammer.
Het nummer is geparodieerd door Weird Al Yankovic, die het nummer tot I Can't Watch This doopte. Het nummer staat op zijn album Off the Deep End. Het nummer is ook geparodieerd door Peter Griffin in de geanimeerde sitcom Family Guy als You Can't Touch Me.
In 2003 werd een danceversie van het nummer gemaakt door Beam vs. Cyrus.

## In de media

### Reclame
- Anti-bacterie-handcrême Purell.
- Verzekeringsmaatschappij Nationwide. Hammer zelf komt ook voor in deze reclame, waarmee hij de draak steekt met zijn faillissement.
- Dieet Pepsi
- Toyota
- Lay's chips
- Franse reclame voor Renault-motoren
- Hallmark-vaderdagkaartreclame
- Heineken-reclame voor een usb-stick
- KPN-reclame voor internet via glasvezel

### Films
- Class Act (1992)
- Hot Shots! (1991)
- The Super (1991)
- The Right Connections (1997) (TV)
- The Master of Disguise (2002)
- Charlie's Angels: Full Throttle (2003)
- Shark Tale (2004)
- White Chicks (2004)
- Bubble Boy (2001)
- Kung Pow: Enter the Fist
- EuroTrip (2004)
- American Dreamz (2006)
- Into the Wild (2007)
- Diary of a Wimpy Kid (2010)

### Televisie
- The Cosby Show
- The King of Queens
- The Simpsons - Wanneer Bart in de studio is om dit nummer op te nemen (in de aflevering Bart Gets Famous), staat MC Hammer te kijken.
- Sesamstraat - Als parodie: You Shouldn't Touch This om kinderen te waarschuwen voor hekken met schrikdraad die ze beter niet aan kunnen raken.
- Family Matters
- The Fresh Prince of Bel-Air
- Perfect Strangers, opgevoerd door de hoofdrolspelers
- South Park
- Family Guy
- Zeke & Luther
- Victorious

### Overig
- Videospel van de film Shark Tale
- Live opgevoerd tijdens de MTV Video Music Awards 2005
- Walk on muziek van darter Andy Hamilton

## Gebruik van het woord "hammertime!"
Het woord "hammertime" ("Stop! (pauze) Hammertime!") wordt gebruikt in vele contexten.

### Sport
- Het basketbalteam Detroit Pistons gebruikt "hammertime" als hun yel.
- Skateboarders gebruiken het woord om te verwijzen naar een moeilijke manoeuvre waar veel lef voor nodig is. Ook wel throwing down a hammer genoemd.
- Formule 1-coureur Lewis Hamilton krijgt "It's Hammertime" te horen als hij zijn snelheid moet verhogen.

### Muziek
- Op het album The Bathroom Wall van Jimmy Fallon staat een nummer Hammertime. In het nummer komen allerlei teksten uit allerlei niet-gerelateerde nummers voor.
- In het nummer Just Lose It van Eminem komt de zin "Stop!... Pajama time!" voor (hierna parodieert Eminem ook de bewegingen van MC Hammer in de videoclip van U Can't Touch This).

## Hitnotering

### Nederlandse Top 40
| Hitnotering: 14-07-1990 t/m 06-10-1990 | Hitnotering: 14-07-1990 t/m 06-10-1990 | Hitnotering: 14-07-1990 t/m 06-10-1990 | Hitnotering: 14-07-1990 t/m 06-10-1990 | Hitnotering: 14-07-1990 t/m 06-10-1990 | Hitnotering: 14-07-1990 t/m 06-10-1990 | Hitnotering: 14-07-1990 t/m 06-10-1990 | Hitnotering: 14-07-1990 t/m 06-10-1990 | Hitnotering: 14-07-1990 t/m 06-10-1990 | Hitnotering: 14-07-1990 t/m 06-10-1990 | Hitnotering: 14-07-1990 t/m 06-10-1990 | Hitnotering: 14-07-1990 t/m 06-10-1990 | Hitnotering: 14-07-1990 t/m 06-10-1990 | Hitnotering: 14-07-1990 t/m 06-10-1990 | Hitnotering: 14-07-1990 t/m 06-10-1990 |
| Week                                   | 1                                      | 2                                      | 3                                      | 4                                      | 5                                      | 6                                      | 7                                      | 8                                      | 9                                      | 10                                     | 11                                     | 12                                     | 13                                     |                                        |
| -------------------------------------- | -------------------------------------- | -------------------------------------- | -------------------------------------- | -------------------------------------- | -------------------------------------- | -------------------------------------- | -------------------------------------- | -------------------------------------- | -------------------------------------- | -------------------------------------- | -------------------------------------- | -------------------------------------- | -------------------------------------- | -------------------------------------- |
| Nummer                                 | 25                                     | 7                                      | 2                                      | 1                                      | 1                                      | 1                                      | 1                                      | 1                                      | 2                                      | 3                                      | 7                                      | 16                                     | 31                                     | uit                                    |

### Nationale Top 100
| Hitnotering: 07-07-1990 t/m 27-10-1990 | Hitnotering: 07-07-1990 t/m 27-10-1990 | Hitnotering: 07-07-1990 t/m 27-10-1990 | Hitnotering: 07-07-1990 t/m 27-10-1990 | Hitnotering: 07-07-1990 t/m 27-10-1990 | Hitnotering: 07-07-1990 t/m 27-10-1990 | Hitnotering: 07-07-1990 t/m 27-10-1990 | Hitnotering: 07-07-1990 t/m 27-10-1990 | Hitnotering: 07-07-1990 t/m 27-10-1990 | Hitnotering: 07-07-1990 t/m 27-10-1990 | Hitnotering: 07-07-1990 t/m 27-10-1990 | Hitnotering: 07-07-1990 t/m 27-10-1990 | Hitnotering: 07-07-1990 t/m 27-10-1990 | Hitnotering: 07-07-1990 t/m 27-10-1990 | Hitnotering: 07-07-1990 t/m 27-10-1990 | Hitnotering: 07-07-1990 t/m 27-10-1990 | Hitnotering: 07-07-1990 t/m 27-10-1990 | Hitnotering: 07-07-1990 t/m 27-10-1990 | Hitnotering: 07-07-1990 t/m 27-10-1990 |
| Week                                   | 1                                      | 2                                      | 3                                      | 4                                      | 5                                      | 6                                      | 7                                      | 8                                      | 9                                      | 10                                     | 11                                     | 12                                     | 13                                     | 14                                     | 15                                     | 16                                     | 17                                     |                                        |
| -------------------------------------- | -------------------------------------- | -------------------------------------- | -------------------------------------- | -------------------------------------- | -------------------------------------- | -------------------------------------- | -------------------------------------- | -------------------------------------- | -------------------------------------- | -------------------------------------- | -------------------------------------- | -------------------------------------- | -------------------------------------- | -------------------------------------- | -------------------------------------- | -------------------------------------- | -------------------------------------- | -------------------------------------- |
| Nummer                                 | 78                                     | 39                                     | 16                                     | 3                                      | 1                                      | 1                                      | 1                                      | 1                                      | 1                                      | 3                                      | 6                                      | 11                                     | 14                                     | 19                                     | 31                                     | 56                                     | 83                                     | uit                                    |

### NPO Radio 2 Top 2000
| Nummer met noteringen in de NPO Radio 2 Top 2000 | '12  | '13  |
| ------------------------------------------------ | ---- | ---- |
| U Can't Touch This                               | 1839 | 1859 |

1. ↑  Een vetgedrukt getal geeft de hoogste notering aan.
2. ↑  2012 was het eerste jaar met een notering voor dit nummer.
3. ↑  Deze tabel is bijgewerkt tot en met de meest recente editie (2024).